# نیسیاق
نیسیاق، روستایی از توابع بخش مرکزی شهرستان اردل در استان چهارمحال و بختیاری است.

## جمعیت
این روستا در دهستان پشتکوه قرار دارد و براساس سرشماری مرکز آمار ایران در سال1404 جمعیت آن 456 نفر (265خانوار) بوده‌است.